# Feniciska alfabetet
Det feniciska alfabetet kan dateras till cirka 1000 f.Kr. och utgår från det ugaritiska alfabetet. Detta alfabet med 22 bokstäver, bestående av konsonanter, som användes av fenicierna antas ha givit upphov först till det arameiska alfabetet, sedan grekiska alfabetet och det hebreiska alfabetet. Via sina ättlingar så är det feniciska alfabetet även stamfader till många skriftsystem, bland annat de latinska, kyrilliska, armeniska och runiska alfabeten, samt de moderna hebreiska och arabiska skriftsystemen.
Liksom de hebreiska och arabiska alfabeten saknar det feniciska symboler för vokaler, alla symbolerna representerar en konsonant. Det är därför inte ett alfabet i modern mening, utan en abjad.
Ursprungligen höggs de feniciska bokstäverna i sten och de flesta symbolerna är därför kvadratiska eller raka snarare än runda (ungefär som runorna). Fenicierna skrev vanligen från höger till vänster, men det förekommer fall där man skrivit som när man plöjer en åker (raderna växlar:vänster-höger, höger-vänster, vänster-höger etc), vilket kallas Bustrofedon.
Bokstäverna har ofta flera alternativa utformningar: till exempel kan tav både skrivas som + och som x, chet kan ha både två och tre horisontella linjer, etc.
Det hebreiska alfabetet är mycket likt det feniciska. Dessutom skrevs moabitiska på liknande vis. Efter flera sekel användes det arameiska alfabetet i hebreiskan. Båda dessa alfabet består av uteslutande konsonanter.
De hebreiska namnen på bokstäverna antyder att de ursprungliga feniciska bokstäverna var piktogram. Den första bokstaven, alef, betyder till exempel ungefär oxe eller ko. Man kan fortfarande se antydan till horn hos bokstaven. Om man vänder upp-och-ned på dagens bokstav "A" finns oxen fortfarande kvar. "Samekh" betyder fisk och i symbolen kan man faktiskt se benen hos en fisk. 
Eftersom fenicierna bedrev mycket sjöhandel, har feniciska inskriptioner hittats vid olika arkeologiska utgrävningar runt hela Medelhavet, till exempel Byblos, Libanon, Karthago med flera.

## Bokstäverna
| Bokstav | Unicode | Namn   | Betydelse     | Ljud | Motsvarande bokstav i | Motsvarande bokstav i | Motsvarande bokstav i | Motsvarande bokstav i | Motsvarande bokstav i | Motsvarande bokstav i |
| Bokstav | Unicode | Namn   | Betydelse     | Ljud | Hebreiska             | Arabiska              | Grekiska              | Latinska              | Kyrilliska            |                       |
| ------- | ------- | ------ | ------------- | ---- | --------------------- | --------------------- | --------------------- | --------------------- | --------------------- | --------------------- |
| Aleph   | 𐤀       | ʼāleph | oxe           | ʼ    | א                     | ﺍ                     | Αα                    | Aa                    | Аа                    |                       |
| Beth    | 𐤁       | bēth   | hus           | b    | ב                     | ﺏ                     | Ββ                    | Bb                    | Бб, Вв                |                       |
| Gimel   | 𐤂       | gīmel  | kamel         | g    | ג                     | ﺝ                     | Γγ                    | Cc, Gg                | Гг                    |                       |
| Daleth  | 𐤃       | dāleth | dörr          | d    | ד                     | د،ذ                   | Δδ                    | Dd                    | Дд                    |                       |
| He      | 𐤄       | hē     | fönster       | h    | ה                     | ﮬ                     | Εε                    | Ee                    | Ее, Єє                |                       |
| Waw     | 𐤅       | wāw    | krok          | w    | ו                     | ﻭ                     | (Ϝϝ), Υυ              | Ff, Uu, Vv, Ww, Yy    | Уу                    |                       |
| Zayin   | 𐤆       | zayin  | vapen         | z    | ז                     | ﺯ                     | Ζζ                    | Zz                    | Зз                    |                       |
| Heth    | 𐤇       | ḥēth   | staket        | ḥ    | ח                     | ح،خ                   | Ηη                    | Hh                    | Ии, Йй                |                       |
| Teth    | 𐤈       | ṭēth   | hjul          | ṭ    | ט                     | ط،ظ                   | Θθ                    |                       |                       |                       |
| Yodh    | 𐤉       | yōdh   | arm           | y    | י                     | ي                     | Ιι                    | Ii, Jj                | Іі, Її, Јј            |                       |
| Kaph    | 𐤊       | kaph   | handflata     | k    | כ,ך                   | ﻙ                     | Κκ                    | Kk                    | Кк                    |                       |
| Lamedh  | 𐤋       | lāmedh | pådrivare     | l    | ל                     | ﻝ                     | Λλ                    | Ll                    | Лл                    |                       |
| Mem     | 𐤌       | mēm    | vatten        | m    | מ,ם                   | ﻡ                     | Μμ                    | Mm                    | Мм                    |                       |
| Nun     | 𐤍       | nun    | orm           | n    | נ,ן                   | ﻥ                     | Νν                    | Nn                    | Нн                    |                       |
| Samekh  | 𐤎       | sāmekh | fisk          | s    | ס                     | (ء)                   | Ξξ, Χχ                | Xx                    | Хх                    |                       |
| Ayin    | 𐤏       | ʼayin  | öga           | ʼ    | ע                     | ع،غ                   | Οο                    | Oo                    | Оо                    |                       |
| Pe      | 𐤐       | pē     | mun           | p    | פ,ף                   | ﻑ                     | Ππ                    | Pp                    | Пп                    |                       |
| Sade    | 𐤑       | ṣādē   | papyrusplanta | ṣ    | צ,ץ                   | ص،ض                   | (Ϡϡ)                  |                       | Цц, Чч                |                       |
| Qoph    | 𐤒       | qōph   | nålsöga       | q    | ק                     | ﻕ                     | (Ϙϙ)                  | Qq                    |                       |                       |
| Res     | 𐤓       | rēš    | huvud         | r    | ר                     | ﺭ                     | Ρρ                    | Rr                    | Рр                    |                       |
| Sin     | 𐤔       | šin    | tand          | š    | ש                     | س،ش                   | Σσς                   | Ss                    | Сс, Шш                |                       |
| Taw     | 𐤕       | tāw    | märke         | t    | ת                     | ت،ث                   | Ττ                    | Tt                    | Тт                    |                       |

## Utvecklingen av det grekiska alfabetet utifrån det feniciska
Det grekiska alfabetet antas ha utvecklats antingen direkt ur det feniciska eller utifrån ett gemensamt nordsemitiskt alfabet. Grekerna associerade i många fall samma ljud med samma symbol som fenicierna, men när det grekiska språket saknade vissa ljud använde grekerna symbolen till en vokal istället. Den feniciska symbolen aleph är till exempel nästan visuellt identisk med grekiska alfa, men representerar ett helt annat ljudvärde. Vissa bokstäver är tydligt lika grekiskans i både ljudvärde och symbol, till exempel 𐤓 (rēš), som tydligt liknar grekiskans P (Rho) i både ljud och form. 
På grund av skillnader i skriftens riktning (feniciska skrevs höger-vänster, tidig grekiska skrevs alternerande vänster-höger och höger-vänster), så är vissa grekiska tecken omvända eller roterade former av de feniciska originalen, till exempel 𐤓 (P), 𐤊 (K), 𐤄 (E) och 𐤀 (A). Vissa feniciska tecken var dessutom basis för fler än ett tecken. Som exempel så utvecklades bokstaven 𐤅 (wāw) vidare till både de grekiska tecknen digamma (F) och ypsilon (Y)
Vissa feniciska tecken efterliknar även grekiska, kyrilliska och latinska tecken utan att ha en direkt relation till dem, till exempel 𐤕 (tāw), som är visuellt identisk till den grekiska, kyrilliska och latinska symbolen X, trots att tecknet motsvarar bokstaven T..